# Gradac (Kiseljak)
Gradac es un pueblo ubicado en el municipio de Kiseljak, en el cantón de Bosnia Central, Bosnia y Herzegovina.

## Superficie
Cuenta con una superficie de 0,52 kilómetros cuadrados.

## Demografía
Hasta 2013 la población era de un habitante, con una densidad de población de 1,9 habitantes por kilómetro cuadrado.